# Tataviams
Els tataviams (en tataviam “gent que s'enfronta al sol”), anomenats alliklik pels seus veïns chumash (en chumash: grunyidors o quecs, potser perquè parlaven una llengua diferent), són un grup d'amerindis dels Estats Units del sud de Califòrnia. Tradicionalment ocupaven una àrea al nord-oest de l'actual comtat de Los Angeles i el sud del comtat de Ventura, principalment a la conca alta del riu Santa Clara, les Muntanyes Santa Susana, i les Muntanyes Sierra Pelona. Són diferents de kitanemuk i gabrielino-tongva.

## Llengua
L'escassa evidència sobre la llengua tataviam ha estat àmpliament debatuda pels erudits. L'opinió predominant és que es tractava d'una llengua uto-asteca, probablement pertanyent a la branca takic d'aquesta família.

## Població
Les estimacions de les poblacions anteriors al contacte de la majoria dels grups nadius a Califòrnia han variat substancialment. Alfred L. Kroeber estimà per al 1770 la població conjunta dels serrano, kitanemuk i tataviam en 3.500 individus, i llur població en 1910 d'uns 150. Un estudi minuciós dels registres genealògics indica que les persones d'ascendència tataviam van sobreviure fins al segle xx, tot i que la majoria havia perdut la seva llengua tradicional. Els membres tribals van continuar casant-se amb membres d'altres grups indígenes i amb altres grups ètnics.

## Història
Es creu que la vall de Santa Clarita és el centre del territori tataviam, al nord de la zona metropolitana de Los Angeles. Eren coneguts com un grup lingüístic i cultural diferent en 1776 pel Pare Francisco Garcés, i s'havien distingit dels kitanemuk i fernandeño.
Els espanyol van contactar per primera vegada amb els tataviams durant les seves expedicions de 1769-1770. Segons Chester King i Thomas Blackburn," pel 1810, pràcticament tot els tataviams havien estat batejats a la Missió San Fernando Rey de España." Igual que altres grups indígenes, van patir altes taxes de mortalitat per noves malalties infeccioses importades pels espanyols, ja que no tenien immunitat.